# Аїда Штукі
Аїда Штукі (нім. Aida Stucki; 19 лютого 1921 (104 роки) , Каїр — 9 червня 2011, Вінтертур) — швейцарська скрипачка і музичний педагог.
Дочка швейцарця і італійки. Навчалася в Вінтертурі у Ернста Вольтерса, в Цюрихській консерваторії у Штефи Гейер і в Люцерні у Карла Флеша. У 1940 році привернула до себе увагу в ході участі в Міжнародному конкурсі виконавців в Женеві. У 1945 р вийшла заміж за скрипаля Джузеппе Піраччіні.
У 1945—1950 рр. була постійним концертним партнером Клари Хаскіл, потім виступала з такими піаністами, як Еллі Ней, Вальтер Фрай, Адріан Ешбахер, Крістоф Ліске, Піна Поцці. У 1959 р разом з чоловіком заснувала струнний квартет, чергуючись з ним за першим пультом.
З 1948 р викладала в Вінтертурі і Цюриху. Серед її учнів, перш за все, Анне-Софі Муттер, а також сестри Сибілла і Мірьям Чопп.
Ряд концертних записів Аїди Штуки збереглися в архівах різних радіостанцій. У 2008 році один з них, записаний в 1949 році скрипковий концерт Людвіга ван Бетховена (диригент Герман Шерхен), був випущений у Франції.

## Нагороди
- 1973: Stiftung Pro Arte Bern
- 1975: Kunstpreis der Carl Heinrich Ernst Kunststiftung (Winterthur)
- 1992: Kunstpreis der Gemeinde Zollikon aus der Dr. K. und H. Hintermeister-Gyger-Stiftung